# Mikołaj II Bal
Mikołaj II Bal – notariusz ziemi sanockiej 1501–1505, podkomorzy sanocki 1531–1534. 
Syn Macieja Bala (zm. 1511) herbu Gozdawa z matki Anny Waszmuntowskiej, szlachcic polski, z Nowotańca i Hoczwi heres de Hoczew, ożeniony z senatorówną Heleną Tęczyńską (1504). 
Poseł na sejm 1525/26 i sejm krakowski 1531/1532 roku, poseł na sejm piotrkowski 1533 roku z ziemi sanockiej
Jako podkomorzy sanocki uporządkował oraz przeprowadził regulację granic w dystrykcie sanockim. W roku 1510 ufundował kościół parafialny w Hoczwi. Wybudował również kaplicę zamkową za indultem papieża Leona X w swoim zamku w Stężnicy. Drugą kaplicę drewnianą w niewielkiej odległości od zamku zbudował dla ludności "by mu słuchanie nabożeństwa uczynić łatwiejszym". W roku 1511 przeprowadził rozgraniczenie dóbr pomiędzy wsiami Mchawą należącą do Piotra Herburta i Stężnica. W miejscu rozgraniczenia powstało następnie wieś i miasto Baligród.
W roku 1532 Mikołaj Bal otrzymał wraz z jego towarzyszami Jakubem Freiberger de Cadan oraz wojskim Adamem Wzdowskim  pozwolenie od króla Zygmunta na poszukiwanie wszelkiego rodzaju minerałów w ziemiach sanockich i bieckich. Kto wybudował zamek w Stężnicy - Mikołaj czy jego ojciec Matjasz tego źródła nie podają. U podnóża Stężnicy pod koniec XVI wieku Balowie lokowali następnie wieś i miasto swoje Baligród.   
Potomstwo Mikołaja: synowie Matjasz i Stanisław.